# Blue Moods

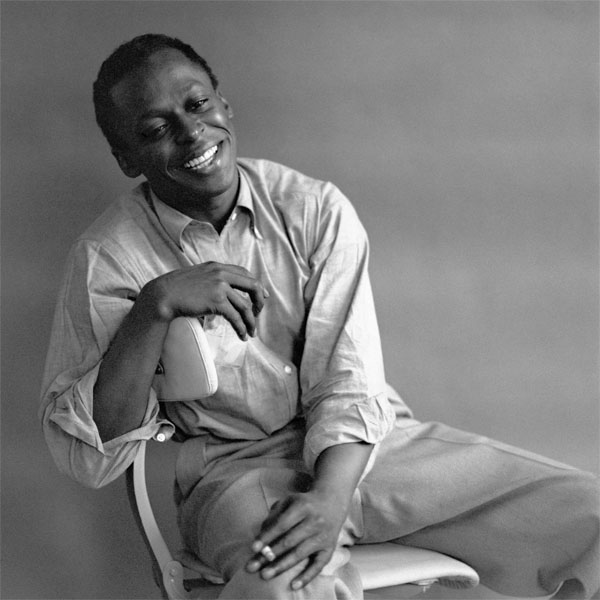
Miles Davis Mitte der 1950er Jahre

Blue Moods ist ein Jazz-Album von Miles Davis, aufgenommen am 9. Juli 1955 im Rudy Van Gelder Studio in Hackensack (New Jersey). Das Album wurde vom mitwirkenden Bassisten Charles Mingus für dessen Label Debut Records produziert.

## Hintergrund der Session
Die Blue-Moods-Session brachte im Juli 1955 Miles Davis wieder mit dem Bassisten Charles Mingus zusammen. Sie hatten bereits 1946 in Kalifornien aufgenommen; Mingus spielte zu Beginn der 1950er Jahre im New Yorker Jazzclub Birdland und dann auch in Boston bei Davis; die letzte Begegnung der beiden Musiker im Plattenstudio lag zwei Jahre zurück, als bei einer Session am 19. Mai 1953 Mingus am Klavier saß und Miles Davis einen Titel namens Smooch einspielte, der auf der Mingus-Komposition Weird Nightmare beruhte.
Wenige Tage zuvor hatte der Trompeter für sein Vertragslabel Prestige Quartettaufnahmen (The Musings of Miles) mit Oscar Pettiford, Red Garland und Philly Joe Jones eingespielt, „eine Art Mikrokosmos der musikalischen Richtung, die Miles für die folgenden Jahre einschlagen sollte“. Am Samstag darauf fand sein legendärer Newport-Auftritt statt, der seiner weiteren Karriere starken Auftrieb geben sollte und ihm einen Plattenvertrag bei Columbia bescherte.
Charles Mingus hingegen arbeitete in dieser Zeit mit Musikern seines Jazz Composers Workshop, zu denen Teddy Charles und Britt Woodman gehörten, die er für die Frontlinie auswählte. Als Mingus mit Miles Davis das Album Blue Moods aufnehmen wollte, das vier Jazzstandards enthielt, fragte er bei Teddy Charles an, ob er die Arrangements für drei der Stücke, Nature Boy, There’s No You und Easy Living, übernehmen wolle. Mingus selbst schrieb das Arrangement für Alone Together und wählte den damals weitgehend unbekannten Schlagzeuger Elvin Jones aus Detroit für die Rhythmusgruppe aus.
Über das Zustandekommen der Blue-Moods-Session spekulierte der Davis-Biograf Nisenson, dass sich Davis und Mingus, die sich seit Charlie Parkers Gastspiel 1946 in Kalifornien kannten, zwar menschlich nicht sehr nahestanden, Mingus jedoch Miles Davis in den Zeiten seiner Heroinsucht Geld geliehen hatte und dies nun in Form einer Session für sein Plattenlabel Debut zurückgezahlt haben wollte.
Dannie Richmond, der später zum langjährigen Mingus-Vertrauten wurde, erinnert, dass Miles Mingus davon abgeraten habe: „Er sei verrückt, das würde nicht funktionieren.“ Die Probleme begannen damit, dass Davis nicht zu Fuß zwei Blocks weit zum Studio gehen wollte, weil ihm eine Fahrt versprochen worden war. Dem Taxifahrer, der ihn dann fuhr, sagte er, dass er hoffe, Mingus nicht aufs Maul schlagen zu müssen.
Teddy Charles berichtete später in einem Interview, dass es im Studio beinahe zu einem Zerwürfnis zwischen den Musikern gekommen wäre, bevor sich herausstellte, dass die Unstimmigkeiten auf einem Fehler der Kopisten beruhten, wie sich beim Abgleich der Arrangements herausstellte; Mingus sah jedoch weiter die Schuld bei Elvin Jones. Danach habe eine spürbare Spannung im Studio geherrscht, was den weiteren Verlauf der Session beeinträchtigte.
In seinen Erinnerungen meinte Miles Davis, „irgendwas lief bei dieser Session nicht, nichts ging so richtig los und so fehlte dem Ganzen das Feuer.“ Miles Davis wusste nicht mehr, ob es an den Arrangements lag, „aber irgendwas ging ganz entschieden daneben.“
Miles Davis äußerte sich nach der Veröffentlichung abfällig über das Album und meinte, einige der Kompositionen von Mingus und Teo Macero aus dieser Workshop-Phase seien „so etwas wie langweilige moderne Gemälde. Einige sind depressiv“. Mingus reagierte darauf wütend in einem offenen Brief, der am 30. November 1955 von Down Beat veröffentlicht wurde:

“I play or write me, the way I feel … If someone has been escaping reality, I don’t expect him to dig my music … My music is alive and it’s about the living and the dead, about good and evil. It’s angry, yet its real beacause it knows it’s angry.”

## Rezeption

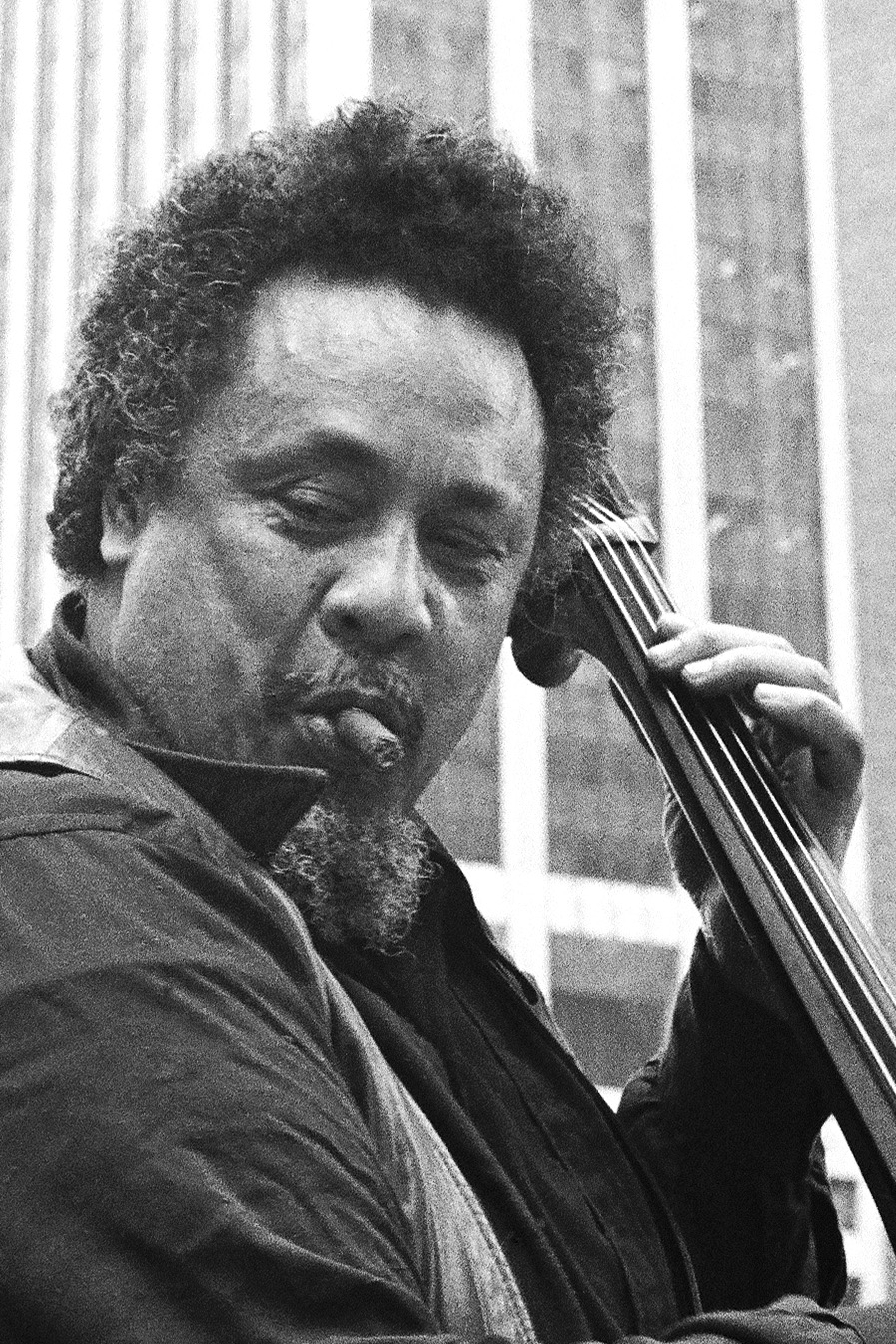
Charles Mingus 1976 in Manhattan

Dem Metronome 1957 Yearbook zufolge war Blue Moods eine der besten Jazzplatten des Jahres 1956.
Für Alex Henderson gilt Blue Moods als hervorragendes Beispiel des Cool Jazz und als Beweis dafür, dass Miles Davis’ Auffassung von Cool Jazz nicht leichtgewichtig und unemotional war, sondern ermöglichte, dass Cool Jazz und Hardbop gleichberechtigte Bestandteile dessen waren, was Charlie Parker geschaffen hatte. Auch wenn nicht alle Musiker dieser Session ausgesprochene Cool-Musiker gewesen seien, hätte Blue Moods durchaus die charakteristischen Eigenschaften des Cool Jazz - Subtilität, Zurückhaltung und Understatement. Es habe eine sehr laid-back, freundlich-beschauliche Spielhaltung vorgeherrscht.
Kritischer äußerte sich der Davis-Biograph Peter Wießmüller zu dem musikalischen Ergebnis dieser Session: „Wer sich vom […] Studiotreffen der beiden anerkanntermaßen enfants terribles der Jazzszene, Miles und Mingus, etwas Außergewöhnliches erwartet, wird enttäuscht sein. […] Trotz idealer Voraussetzungen gelang es dieser Formation nicht, die hier schon erkennbar eigenwillige Ausdruckswelt von Charlie Mingus umzusetzen.“ Wießmüller macht hierfür vor allem „Elvin Jones’ hängend-schleppende Rhythmik und Britt Woodmans schwerfällige Soloposaune“ verantwortlich. Der Autor hebt jedoch Miles Davis’ Spiel in Easy Living und besonders Nature Boy im Harmon-Mute-Sound hervor, in dem dieser „schon seine voll entwickelten Qualitäten als Balladen-Improvisator“ zeige. Mingus überzeuge solistisch „mit expressivem Volumen und artistischer 'Gitarrentechnik'“ und deute „die emanzipativen Bestrebungen seines Baßspiels als Melodiestimme an.“ Teddy Charles verstehe es überzeugend, „die Tradition Monks in glasklarer, perkussiver Intonation auf das Vibraphon zu übertragen.“ Am gelungensten klinge Alone Together, das „thematisch und improvisatorisch auf solche Begleitstrukturen angelegt“ sei. Auch die Mingus-Biographen Horst Weber und Gerd Filtgen stehen dem Album kritisch gegenüber: „Der strukturierenden Begleitarbeit und den gestaltungskräftigen glasklaren Soli des Vibraphonisten Teddy Charles ist es zu verdanken, dass die Musik nicht völlig auseinander fällt.“
Richard Cook und Brian Morton verliehen dem Album im Penguin Guide to Jazz lediglich drei Sterne, bezeichneten es aber als „sehr attraktive Session“ und hoben jedoch die außergewöhnliche Instrumentierung hervor, die nie wieder eingesetzt worden sei. Außergewöhnlich sei die „tiefe melancholische Version“ von Nature Boy, die einen Blick auf die „versunkende Poesie künftiger Jahre“ werfe.
Krin Gabbard ist der Ansicht, dass es für den heutigen Hörer kaum möglich sei, die Spannung zwischen Davis und Mingus zu hören.

## Editorische Hinweise
Brian Priestley zitiert aus den Liner Notes, dass Blue Moods die breitere Pressung auf der 12-Zoll-LP die „Grooves weiter und tiefer“, der Aufnahme mehr Volumen und dem Bass mehr Tiefe gab als bei einer EP; daher wurde sie als erste 12-Zoll-LP des kleinen Labels veröffentlicht, auch wenn die vier Titel auf eine 10-Zoll-EP gepasst hätten. Das Album wurde 1990 auch in die 12-CD-Kompilation The Complete Debut Recordings aufgenommen.

## Die Titel des Albums
- Miles Davis: Blue Moods - Debut DEB 120 (LP), OJC 043 (CD)
  1. Nature Boy (Eden Ahbez) - 6:14
  2. Alone Together (Dietz/Schwartz) - 7:17
  3. There’s No You (Adair/Hopper) - 8:06
  4. Easy Living (Rainger/Robin) - 5:03